# Rechtsvorschlag
Rechtsvorschlag ist allgemein ein Ein- bzw. Widerspruch gegen eine Rechtshandlung mit dem Ziel und der Folge, dass über die Zulässigkeit der betreffenden Handlung ein Gericht entscheiden muss.
Rechtsvorschlag im Besonderen ist im schweizerischen Recht der Schuldbetreibung die mündliche oder schriftliche Erklärung des Betriebenen (Schuldners), dass er die vom Gläubiger in Betreibung gesetzte Forderung bestreitet.  Damit kann der Schuldner eine gegen ihn eingeleitete Betreibung vorübergehend stoppen. Die Grundlage dafür definiert das Bundesgesetz über Schuldbetreibung und Konkurs in den Artikeln 74 ff.
Dies kann der Schuldner entweder sofort dem Überbringer des Zahlungsbefehls mündlich oder schriftlich mitteilen oder er holt es bis spätestens 10 Tage nach Zustellung des Zahlungsbefehls nach.
Der Schuldner kann die gesamte Forderung oder nur einen Teil bestreiten. Macht er keine genaue Angabe, gilt die ganze Forderung als bestritten.
Das Erheben des Rechtsvorschlags ist sehr einfach. So braucht der Schuldner keinerlei Gründe anzugeben. Dadurch kommt es vor, dass bei Erhalt eines Zahlungsbefehls direkt Rechtsvorschlag erhoben wird, auch wenn die Forderung gerechtfertigt ist.
Die Konsequenz des Rechtsvorschlags ist, dass die Betreibung stillsteht (Art. 78 Abs. 1 SchKG) und erst nach der Rechtsöffnung fortgesetzt werden kann.
Die Rechtsöffnung ist nicht in jedem Fall zwingend. Eine Fortsetzung der Betreibung kann durch die eigenhändige Ablehnung des Rechtsvorschlags erfolgen. Beweise für die Rechtmässigkeit der Forderungen sind nicht nötig. Diese Ausnahmen betreffen die staatlichen Behörden, die Krankenkassen und die Billag. Der Schuldner hat in so einem Fall noch die Möglichkeit an ein Gericht zu gelangen, um die Forderung zu bestreiten. In Fällen, die die Krankenkassen betreffen, wäre dies das Eidgenössische Versicherungsgericht in Luzern.
Unabhängig vom Rechtsvorschlag hat der Schuldner nach Zustellung des Zahlungsbefehls 20 Tage Zeit, die Forderung ganz oder teilweise zu begleichen. 
Ein Rechtsvorschlag im weiteren Sinne kann auch in anderen Fällen erfolgen; z. B. räumt Artikel 120 des Einführungsgesetzes des Kantons Bern zum Schweizer Zivilgesetzbuch dem Betroffenen oder Gegner eines von einem Privaten beantragten Verbotes unter Strafandrohung zum Besitzesschutz die Möglichkeit des Rechtsvorschlages ein: Erhebt dieser Rechtsvorschlag, so muss der Verbotsnehmer vor Gericht auf Durchsetzung des Verbotes gegen den Einreicher des Rechtsvorschlages klagen.